# Krombeinius eumenidarum
Krombeinius eumenidarum är en stekelart som beskrevs av Boucek 1978. Krombeinius eumenidarum ingår i släktet Krombeinius och familjen gropglanssteklar.
Artens utbredningsområde är Sri Lanka. Inga underarter finns listade i Catalogue of Life.